# クロウタドリ
クロウタドリ（黒歌鳥、学名：Turdus merula）とは、スズメ目ツグミ科に分類される鳥。

## 分布
ヨーロッパ全土、アフリカの地中海沿岸から中近東、インド、中央アジア南部、中国東南部、オーストラリア東南部、ニュージーランドに生息する。ヨーロッパ西部では留鳥として通年見られるがロシアや中国では夏鳥である。オーストラリア、ニュージーランドの個体は人為的に持ち込まれたものが増えたと思われる。
日本では旅鳥またはまれな冬鳥として、北海道から沖縄県まで記録があり、特に西表島や与那国島での記録が多い。

## 形態
体長約28cm。大型ツグミの一種。雄は黒いからだに黄色いくちばし。目の周りが黄色い。雌のからだは雄に比べて淡く、嘴や目の周囲の黄色い部分が目立たない。

## 亜種

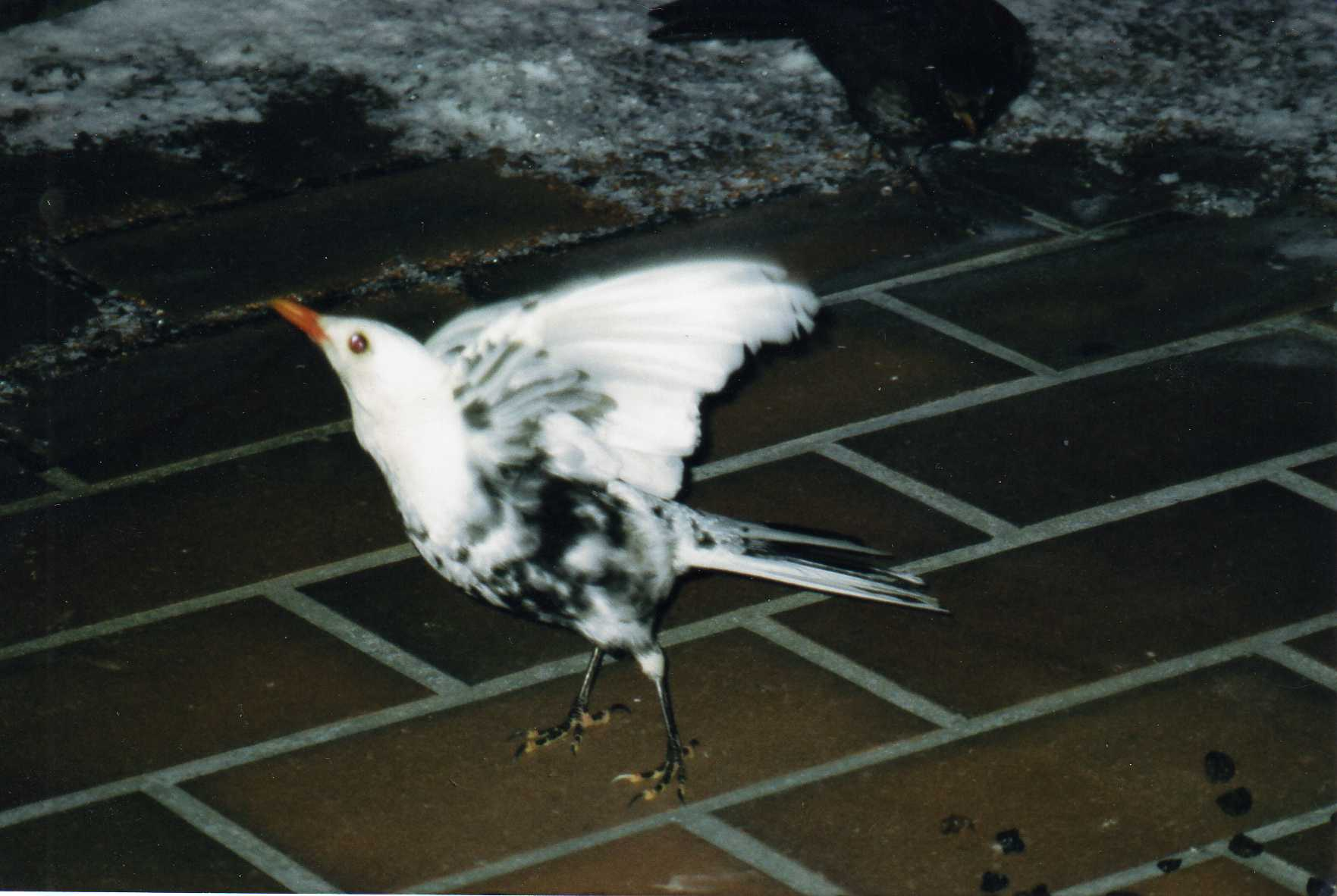
白色個体

基亜種を含めて15亜種ほどが知られている。また、白変種個体が見つかる例もある。

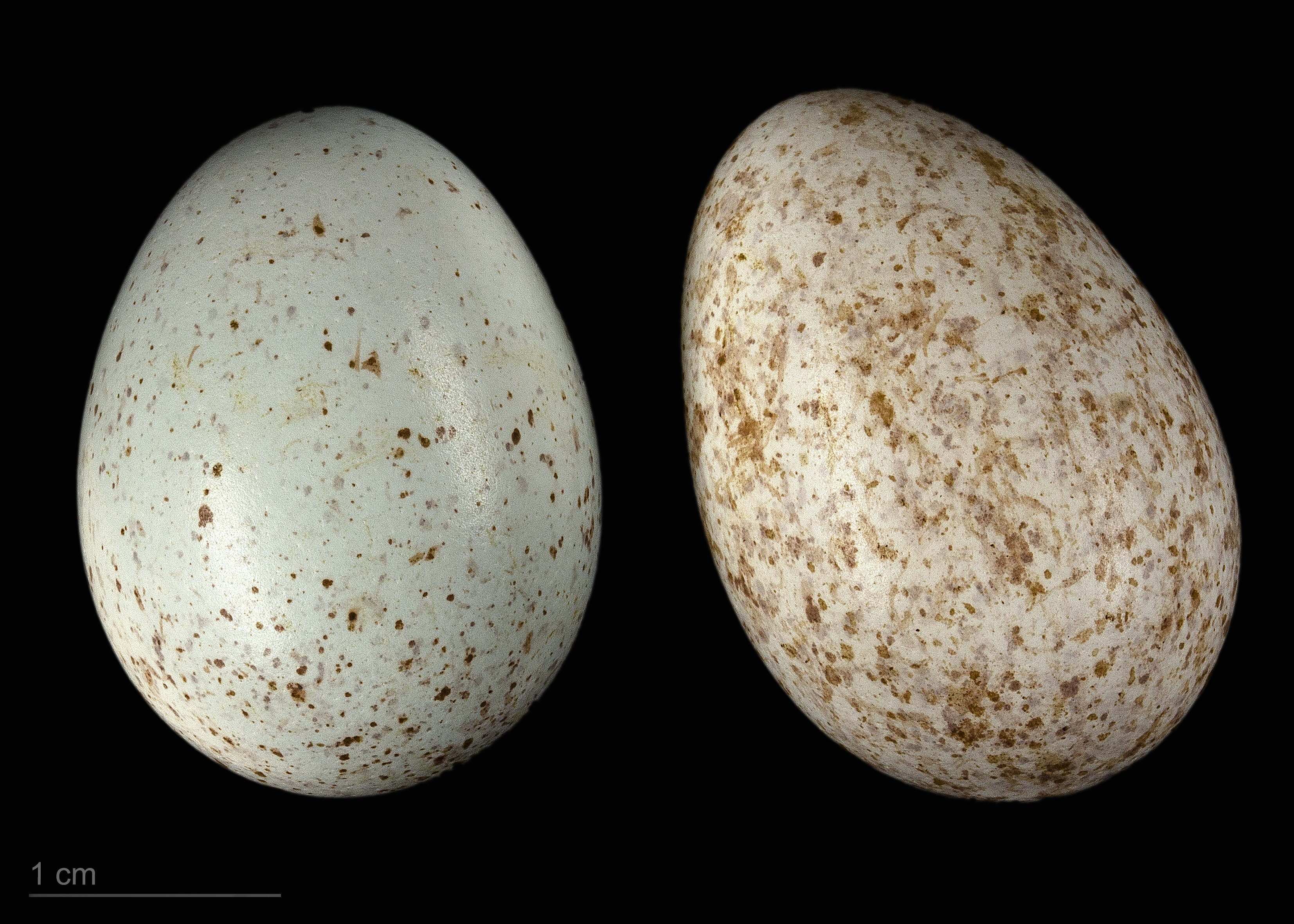
Turdus merula merula

## 生態等
開けた場所を好むため公園や路上などでよく見かけ、地上でよく虫をついばんでいる。虫の少ない季節にはベリーや木の実も食べる。囀りは美声で有名。オスはライバルのオスを見つけると、キィキィキィキィーッと鳴きながら向かって飛んでいく。
ヨーロッパでは春の訪れを感じさせる鳥で、スウェーデンでは国鳥になっている。
英語でこの鳥のことを Blackbird と呼ぶが、米語で Blackbird といえばムクドリモドキのことになってしまうので注意。
ビートルズの楽曲「Blackbird」や、マザー・グースの6ペンスの唄に歌われている「blackbirds」は、この鳥のこと。
作曲家オリヴィエ・メシアンはクロウタドリの歌を気に入っており、採譜したうえで「世の終わりのための四重奏曲」及びフルート曲「クロウタドリ」などに用いている。